# Ulster Loyalist Central Co-ordinating Committee
L'Ulster Loyalist Central Co-ordinating Committee (en català, Comitè central de coordinació dels lleialistes de l'Ulster, ULCCC) és una organització lleialista d'Irlanda del Nord fundada el 1974 per prendre el relleu de l'Ulster Army Council. Federa l'Ulster Workers' Council, polítics unionistes i grups paramilitars lleialistes (Ulster Defence Association, Ulster Volunteer Force, Down Orange Welfare, Orange Volunteers, Red Hand Commandos, Ulster Special Constabulary Association, Ulster Volunteers Service Corps). Tots ells arrepleguen un total de 40.000 homes armats Reapareix el 1991 sota l'impuls de Ray Smallwoods del Partit Democràtic Unionista.